# 효율적 시장 가설

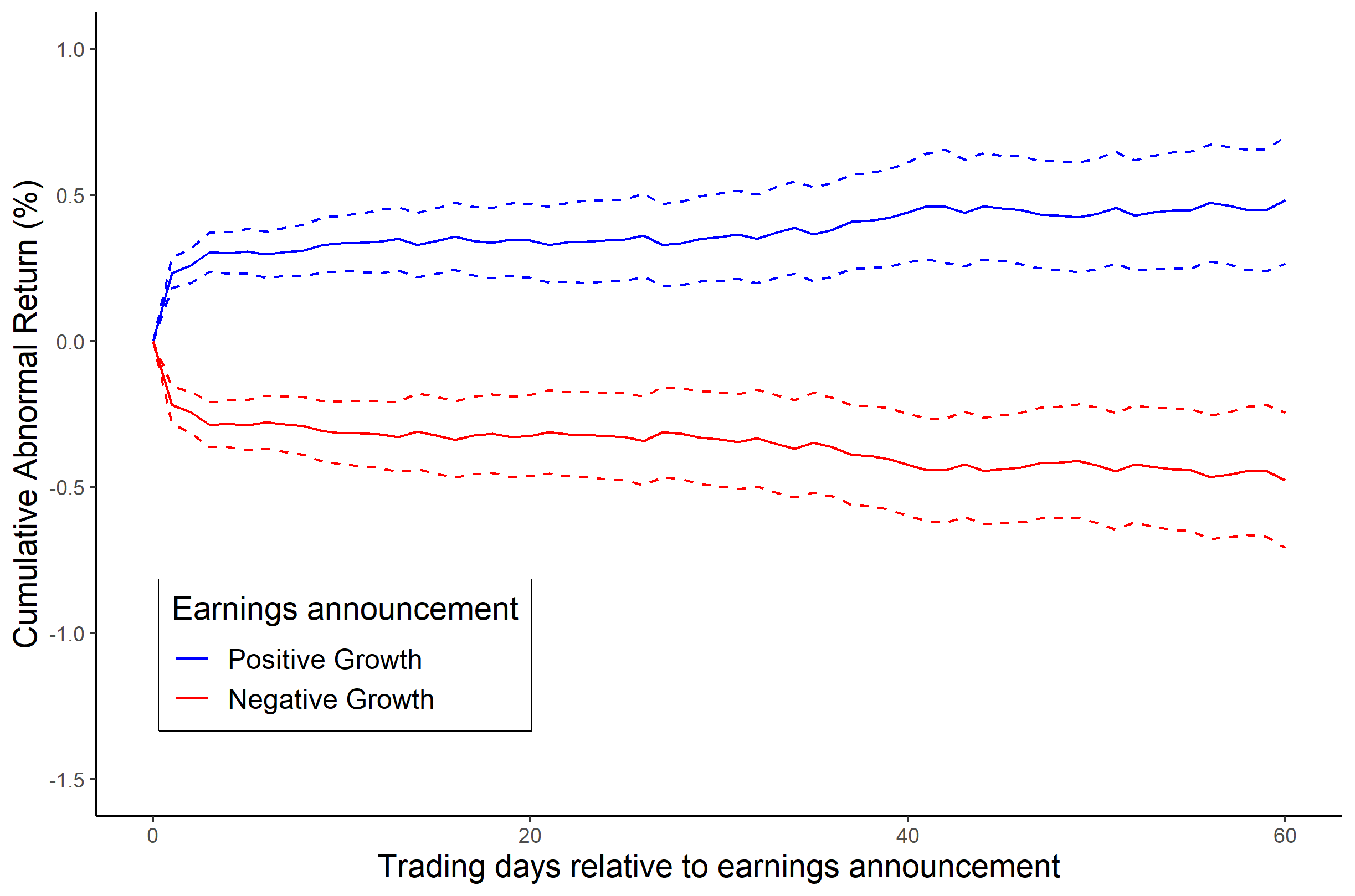
주가는 수익 발표 정보를 빠르게 반영하여, 이러한 사건들에 기댄 거래는 시장수익률을 상회하기 어렵다. (Martineau 2021)

효율적 시장 가설(效率的市場假說, Efficient Market Hypothesis, EMH)이란 자산의 가격이 가용한 모든 정보를 반영한다는 금융경제학의 가설이다. 효율적 시장 가설에 따르는 경우 시장 가격은 새로운 정보에 의해서만 변하므로, 같은 위험을 지는 경우에 시장 수익률 이상의 수익을 꾸준히 내는 것은 불가능하다.
효율적 시장 가설은 위험 조정 면에서 공식화되므로, 특정 위험 모델이 상정되어야 검정할 수 있다. 그렇기 때문에 1990년대 이후의 금융경제학은 특정 위험 모델로부터의 편차인 시장 이상현상에 주목해왔다.
금융 시장에서 수익을 예측하기 힘들다는 논의는 루이 바슐리에, 브누아 망델브로, 폴 새뮤얼슨 등의 수학자들이 랜덤워크 가설 등으로 일찍이 전개하였으나, 효율적 시장 가설은 특히 1970년 유진 파마가 발표한 연구와 직접 관련이 있다.

## 경험적 연구
파마는 1970년 연구에서 이전 연구들의 가설 검정을 검토하며 약형(weak form), 준강형(semi-strong form), 강형(strong form) 세 가지 수준의 시장 효율을 제시했다. 약형 시장 검정은 시장이 과거 가격 정보를 반영하고 있는지 확인한다. 준강형 시장 검정은 시장이 연기 보고서나 주식 분할, 증자 등의 공개된 시장 정보를 모두 반영하고 있는지 확인한다. 마지막으로 강형 시장 검정은 독점적인 자료가 시장 가격에 반영되는지를 확인한다.
효율적 시장 가설에서 정보와 관련하여 시점이 순서대로 세 개가 제시된다. 
1. 발생하는 때
2. 공개되는 때
3. 모든 시장참여자가 해당 정보를 획득하는 때

마지막 시점에서 정보는 가격에 반영되며, 위 세 시점 사이의 관계에 따라 시장의 효율성이 달라진다.

### 강형 효율적 시장
위 세 시점이 모두 일치하는 경우에 해당한다. 즉, 정보가 발생하는 시점에서 바로 가격에 반영된다. 정보의 공개는 의미가 없으며, 비대칭 정보가 존재할 수 없다. 따라서 시장참여자는 어떤 방법을 쓰더라도 시장수익률을 뛰어넘을 수 없다.

### 준강형 효율적 시장
위 세 시점 중 뒤 두 시점이 일치하는 경우에 해당한다. 즉, 정보가 발생한 뒤, 공개될 때 가격에 반영된다. 따라서 시장참여자는 남들이 알지 못하는 정보를 가지고 있을 때에만 시장수익률을 뛰어넘을 수 있으며, 단순 시계열 분석과 같이 과거정보를 이용한 투자전략으로는 그럴 수 없다.
준강형 효율적 시장이 성립한다면, 시장은 정보의 비대칭성이 없어야 효율성을 달성한다. 가장 현실적이라고 평가되는 가설이며, 그래서 대부분의 나라들이 법령으로 기업의 재무정보에 대한 공시를 강제하고 내부자 거래를 금지한다.

### 약형 효율적 시장
위 세 시점이 전혀 일치하지 않는 경우에 해당한다. 즉, 정보가 발생하고, 공개된 뒤, 시간이 흐른 다음에야 가격에 반영된다. 따라서 시장참여자는 준강형 효율적 시장과 마찬가지로 남들이 알지 못하는 정보를 가지고 있을 때에만 시장수익률을 뛰어넘을 수 있다.
준강형 효율적 시장과 차이가 있다면, 준강형 효율적 시장은 정보의 전파가 즉각적인 반면, 약형 효율적 시장은 그에 비하여 상대적으로 느리다는 것이다. 그래서 남들이 알지 못하는 정보의 범위에 비대칭 정보 뿐만 아니라 시간에 따라 이미 공개된 정보까지 포함될 수 있다. 그 결과 시장참여자는 정보공개의 출처와 시간적으로 가까운 위치를 차지하려는 전략을 선택한다.

## 비판
행동경제학자들은 금융시장의 불완전성을 인간의 사고와 정보 가공 과정에서 발생하는 과신 효과(overconfidence), 정보 편향 등의 인지 편향에서 찾는다. 이러한 관점은 특히 심리학자인 대니얼 카너먼, 아모스 트버스키와 폴 슬로빅, 그리고 경제학자인 리처드 세일러에 의해 전개되었다.
경험적 자료들은 효율적 시장 가설에 대해 각자 다른 결과를 보여주나, 대체로 효율적 시장 가설이 제시한 강형 효율적 시장을 지지하지 않는다. 드레만과 베리의 1995년 연구에서는 낮은 주가수익률을 보인 주식이 더 큰 시장수익을 내었다.

## 같이 보기
- 가격 투명성
- 내부자 거래
- 랜덤워크 가설
- 완전 경쟁
- 인덱스 펀드